# Übersiedler
Unter einem Übersiedler versteht oder verstand man einen Menschen, der zu Zeiten der deutschen Teilung seinen Wohnsitz von der Deutschen Demokratischen Republik (DDR) in die Bundesrepublik Deutschland verlegte oder seltener auch in umgekehrter Richtung. Die weitaus meisten Übersiedler aus der DDR machten sich dadurch in der DDR strafbar und liefen, besonders nach dem Bau der Berliner Mauer im Jahr 1961, Gefahr, beim Überschreiten der Grenze „vernichtet“ zu werden.
Bis zum Mauerbau 1961 gab es ungefähr 4 Millionen Übersiedler aus der DDR in die Bundesrepublik und nahezu 400.000 Übersiedler aus der Bundesrepublik in die DDR.

## Übersiedlung aus der DDR
Ein ungesetzlicher Grenzübertritt war in der DDR eine strafbare Handlung, für die Freiheitsentzug vorgesehen war (siehe auch: Flucht aus der Sowjetischen Besatzungszone und der DDR, Politische Haft in der DDR und Häftlingsfreikauf).
Nur sehr eingeschränkt war es möglich, legal aus der DDR in die Bundesrepublik Deutschland überzusiedeln. Hierzu musste in jedem Fall zuvor ein sogenannter Ausreiseantrag gestellt werden; allerdings hatten Anträge auf dauerhafte Ausreise vor dem Rentenalter negative Folgen für den Antragsteller, und dies bereits ab dem Zeitpunkt der Antragstellung. Beispiele sind „Zurückdrängungsgespräche“ mit dem Versuch, den Ausreisewilligen durch Drohungen und positive Anreize zugleich zur Zurücknahme seines Übersiedlungsersuchens zu bewegen, Einschränkungen bei der Berufswahl und Kündigungen. Ungeklärt ist, wie viele Zwangsadoptionen es in diesem Zusammenhang gab.
Wurde ein Ausreiseantrag abgelehnt, so konnte er neu gestellt werden. Die Bearbeitungsdauer bis zur Ausreise betrug üblicherweise zwischen einem und zehn Jahren.
Übersiedler aus der DDR werden heute häufig als „Flüchtlinge“ bezeichnet. Teils wird dies als eine unzulässige Verallgemeinerung betrachtet, da neben einer wirtschaftlich oder politisch motivierten Ausreise auch die Möglichkeit bestand, die Ausreise aufgrund von familiären Gründen zu beantragen. DDR-Botschafter Siegfried Bock erklärte 1975, es seien ab 1969 insgesamt 9.000 DDR-Bürger außerhalb des Rentenalters im Zuge der Familienzusammenführung in die Bundesrepublik ausgereist. Erst die Verordnung zur Regelung der Familienzusammenführung und der Eheschließung zwischen Bürgern der Deutschen Demokratischen Republik und Ausländern von 1983 ermöglichte einen offiziellen Antrag auf Familienzusammenführung. Allein 1984 wurden über 32.000 solche Anträge genehmigt.
Nach der Öffnung der innerdeutschen Grenze 1989 vereinfachte sich die Übersiedlung zu einem einfachen Umzug.

### Zahl der Übersiedler und Flüchtlinge aus der DDR in die Bundesrepublik
Rund 4 Millionen Menschen siedelten bis zum Mauerbau 1961 aus der DDR in die Bundesrepublik über.
Laut Statistiken kamen 1961 bis 1988 weitere über 600.000 Personen aus der DDR dauerhaft in die Bundesrepublik. Im Einzelnen waren dies: 383.181 Übersiedler, 178.182 Flüchtlinge, die über Drittländer o. ä. geflüchtet waren, 40.101 Sperrbrecher, die über Grenzbefestigungen in die Bundesrepublik gelangt waren, sowie ungefähr 15.000 Personen (in der Graphik nicht dargestellt), die von 1961 bis 1988 als politische Häftlinge von der Bundesrepublik freigekauft wurden.
Im Jahr 1989 kamen insgesamt weitere 343.854 Personen aus der DDR in die Bundesrepublik, 1990 weitere 238.384.

### Altersstruktur der Übersiedler in die Bundesrepublik 1989
| Altersgruppe       | Bevölkerung gesamt | Übersiedler aus der DDR |
| ------------------ | ------------------ | ----------------------- |
| 65 Jahre und älter | 15,3 %             | 1,7 %                   |
| 61–64 Jahre        | 5,5 %              | 1,1 %                   |
| 45–60 Jahre        | 20,4 %             | 7,8 %                   |
| 25–44 Jahre        | 29,4 %             | 42,2 %                  |
| 18–24 Jahre        | 11,1 %             | 22,1 %                  |
| 6–17 Jahre         | 11,9 %             | 16,6 %                  |
| unter 6 Jahre      | 6,3 %              | 8,6 %                   |

Quelle: Statistisches Bundesamt, 1989

### Neuanfang in der Bundesrepublik
Da die Ausreise gewöhnlich von einem Tag auf den anderen erfolgen konnte, wurden auf westlicher Seite geeignete Maßnahmen getroffen, um einen reibungslosen Ablauf zu gewährleisten, z. B. durch die Einrichtung von Wohnunterkünften für Übersiedler.
In der Bundesrepublik angekommen, wurden die in der DDR erworbenen Bildungsabschlüsse und Berufserfahrungen anerkannt oder konnten durch Weiterbildung ergänzt werden, was die berufliche Integration ermöglichte. Ihre Bildungsaffinität, ihr familiärer Zusammenhalt auch mit Familienmitgliedern in Westdeutschland sowie ihre „Fähigkeiten, soziale Netzwerke knüpfen, relevante Informationen aufspüren und mit begrenzten Ressourcen wirtschaften zu können“ bildeten ein kulturelles Kapital, das dazu beitrug, den Übergang in die Bundesrepublik zu meistern. Zu nennen sind auch die sofortige Anerkennung als Staatsangehörige sowie diverse instrumentelle und finanzielle Hilfen.
Beim Rentenbezug wurden Übersiedler aus der DDR durch das Fremdrentengesetz (FRG) so gestellt, als hätten sie ihre rentenrechtlichen Beitragszeiten in der Bundesrepublik erbracht. Nach der Wiedervereinigung wurde die Anwendbarkeit des FRG allerdings durch das im Einigungsvertrag vorgesehene Rentenüberleitungsgesetz (RÜG) vom 25. Juli 1991 begrenzt – zunächst auf Personen mit einem Rentenbeginn vor dem 1. Januar 1996, später auf Personen, die vor dem 1. Januar 1937 geboren wurden. Für jüngere Übersiedler gilt gemäß RÜG eine neue Rentenberechnung, die von den in der DDR tatsächlich in die Rentenversicherung eingezahlten Beiträgen ausgeht.
In vielen Familien besteht – im Unterschied zu vielen anderen Zugewandertengruppen – kein Kontakt mehr zur Herkunftsregion. Auch bildeten aus der DDR Zugewanderte kaum eigene Diaspora-Communities oder politische Interessensgemeinschaften.